# 三八式卡賓槍
三八式卡賓槍（日语：三八式騎銃），亦稱三八式骑枪，是日軍的三八式栓式步槍的短槍管版。它不僅适用於第二次世界大戰時的日本騎兵，也同樣被工兵、砲兵、輜重運輸部隊、通信、航空隊的基地警備部隊等二線部隊所使用。而殖民地警察部隊亦配屬使用，如台灣警察在霧社事件中使用。於1905年開始服役。此槍的精準度相當高。三八式卡賓槍的全長縮短了306mm，槍管長比標準步槍槍管長短了310mm。

## 使用國
- 中華民國
- 中华人民共和国
- 芬兰
- 大日本帝国
- 滿洲國
- 俄罗斯帝国
- 英國

## 流行文化

### 電子遊戲
- 2022年—《應徵入伍》

## 外部連結
- 步槍（页面存档备份，存于），Taki的日本帝國陸軍頁面